# Pendilien

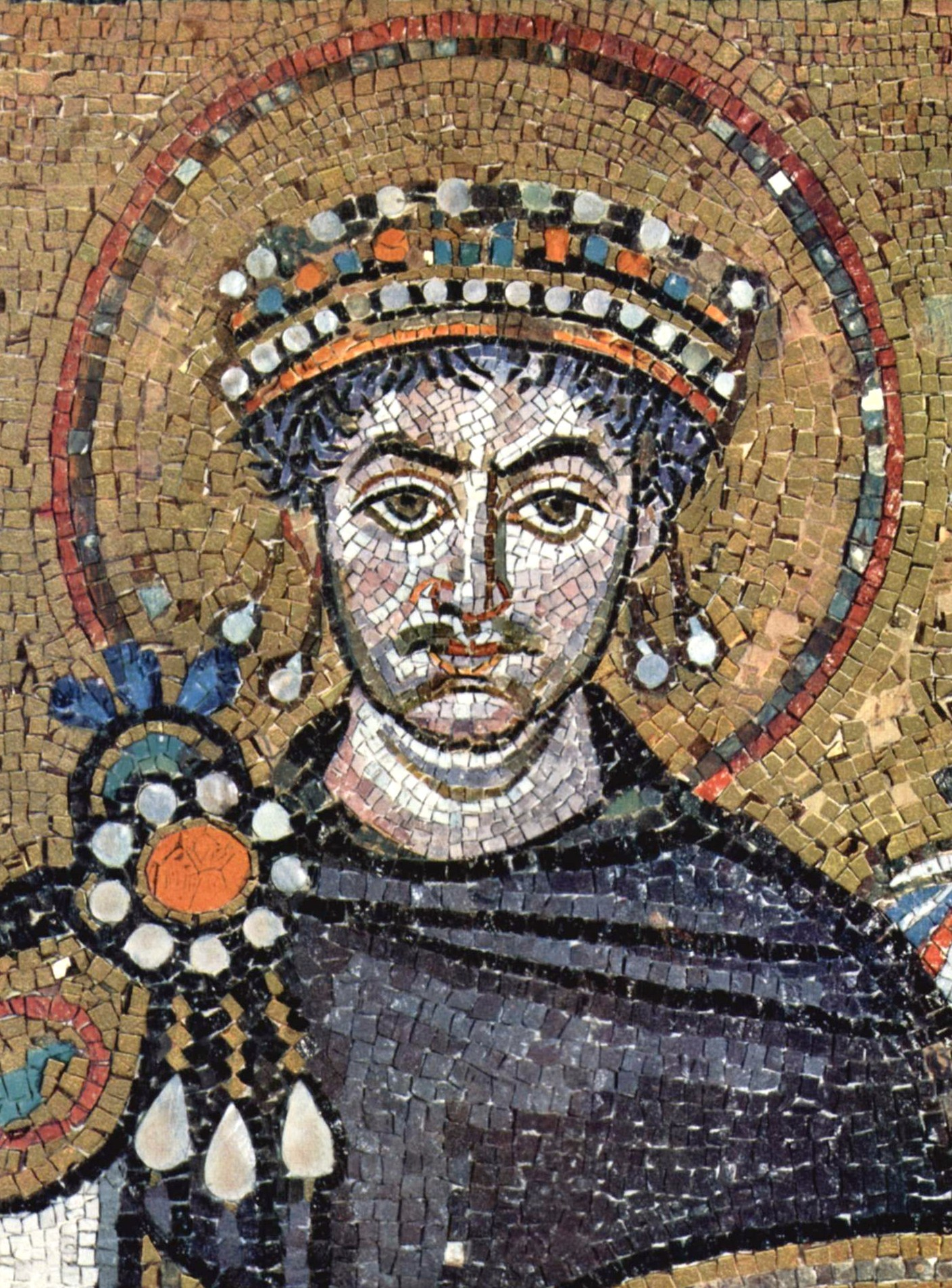
Kaiser Justinian I., Mosaik aus San Vitale, Ravenna – Pendilien an der Krone, an den Ohren und an der Scheibenfibel seines Mantels (um 540)

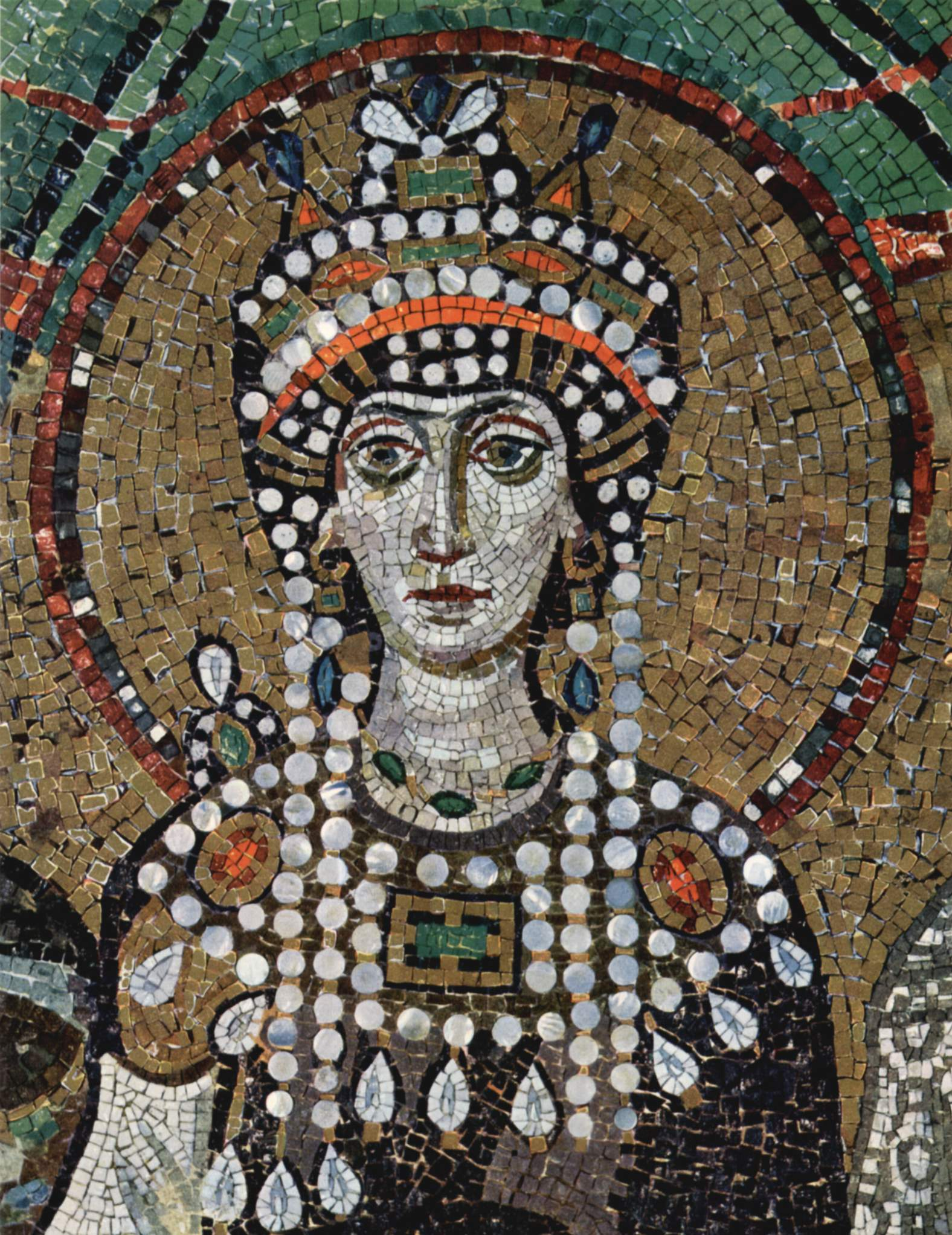
Kaiserin Theodora I., Mosaik aus San Vitale, Ravenna – Pendilien an Krone, Ohr- und Brustschmuck
(um 540)

Als Pendilien (von lat.: pendulus „hängend“, daraus mittellat.: pendulum „Hänger“) werden Schmuckkettchen oder -anhänger an Diademen, Kronen, Ohrringen, Fibeln und anderen Schmuckstücken bezeichnet. Auch die im Nacken herabfallenden Stoffbänder an päpstlichen Tiaren und bischöflichen Mitren werden „Pendilien“ (oder auch Inful) genannt.

## Geschichte
Der historische Ursprung der Pendilien liegt weitgehend im Dunkeln – an frühen Schmuckstücken sind sie ausgesprochen selten (Ausnahme: Diadem aus dem sogenannten Schatz des Priamos). Möglicher Ursprung ist vielleicht eine schützende, evtl. auch befestigende Funktion an Helmen; andererseits könnten sie auch – vor allem bei Frauen – ursprünglich eine verschleiernde Funktion gehabt haben. Die Tatsache, dass sie Blicke auf sich ziehen, könnte auch mit unheilabwehrenden (apotropäischen) Vorstellungen in Zusammenhang stehen. Eine weitere Möglichkeit wäre, dass sie sich aus den im Nacken herabhängenden Endstücken von Kopfbinden, vor allem von hellenistischen Diademen und Königsbinden, entwickelt haben.

## Beispiele
Bei den berühmten Bildnismosaiken des byzantinischen Kaisers Justinian I. und seiner Gemahlin Theodora in der Kirche San Vitale in Ravenna finden sich Pendilien an nahezu allen Schmuckstücken. Auffällig ist die Tatsache, dass sie an der Krone Theodoras deutlich länger sind als bei ihrem Gemahl.
Eindrucksvolle Beispiele aus frühmittelalterlicher Zeit sind die edelstein- und perlenbesetzten Pendilien an den westgotischen Weihekronen. Auch die deutschen Kaiserkronen des Hochmittelalters hatten teilweise noch Pendilien, die aber zumeist verlorengegangen sind; bei der ungarischen Stephanskrone sind sie noch erhalten. Bei den Kronen der Neuzeit verschwanden die Pendilien. Dagegen ist bei den Tiaren der römischen Päpste bzw. bei den Mitren der katholischen Bischöfe ihr möglicher textiler Ursprung noch deutlich erkennbar. Solche textilen Bänder werden auch Infuln genannt.

## Symbolik

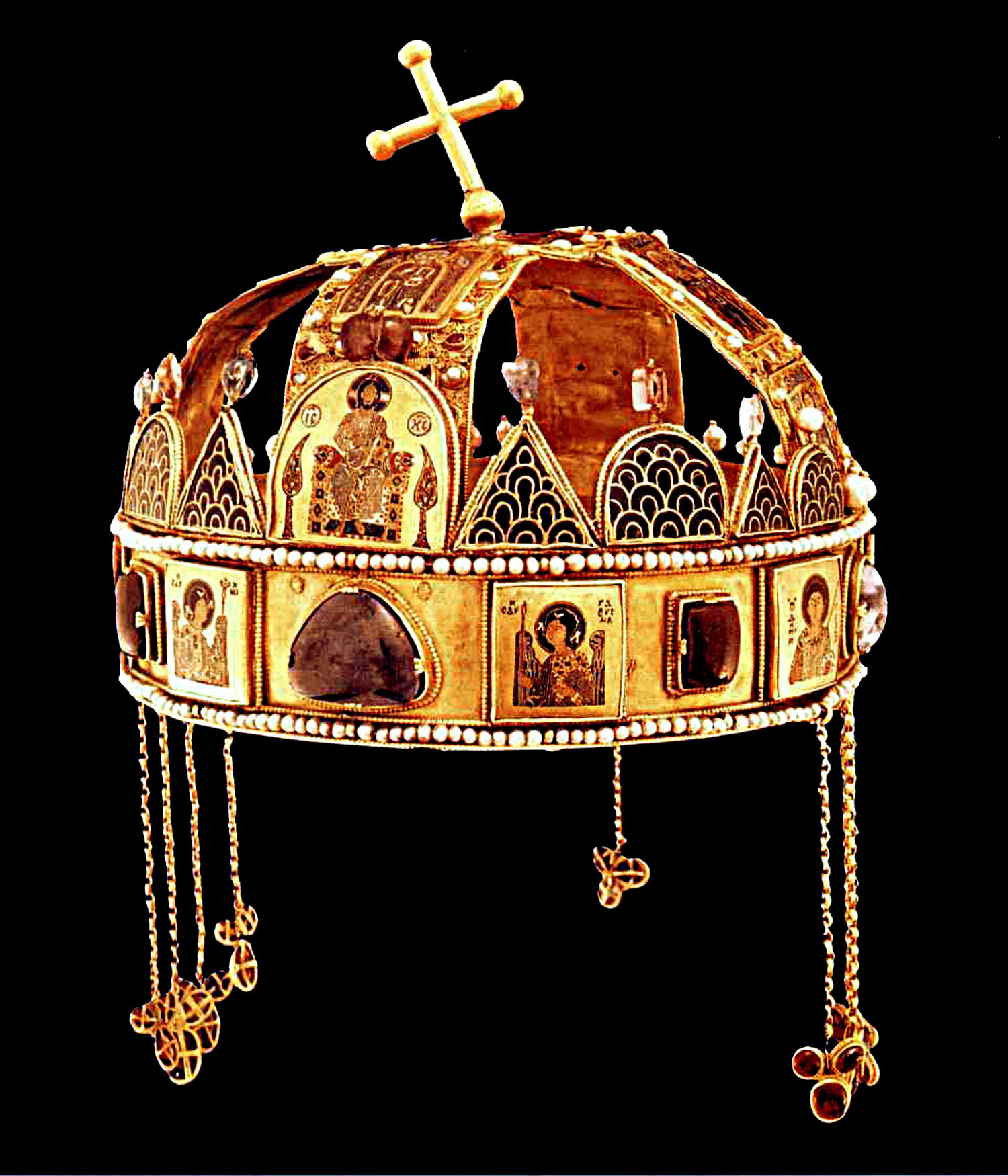
Stephanskrone mit Pendilien

Neben ihrer das eigentliche Schmuckstück vergrößernden und/oder durch Bewegung verstärkte Aufmerksamkeit erregenden Schmuckfunktion haben Pendilien auch hoheitliche Implikationen, was sowohl bei den Kaiserkronen als auch bei päpstlichen oder bischöflichen Kopfbedeckungen deutlich wird. In jedem Fall kennzeichnen sie wohl seit ihrer Entstehung die herausragende gesellschaftliche Position des Trägers. Erst spät fanden sie Eingang in „normale“ Schmuckstücke wie Ohrringe, Halsketten, Armreife etc.